# Brzeziny (gemeente in powiat Kaliski)
De gemeente Brzeziny is een landgemeente in het Poolse woiwodschap Groot-Polen, in powiat Kaliski.
De zetel van de gemeente is in Brzeziny.
Op 30 juni 2004 telde de gemeente 5871 inwoners.

## Oppervlakte gegevens
In 2002 bedroeg de totale oppervlakte van gemeente Brzeziny 127,05 km², waarvan:
- agrarisch gebied: 52%
- bossen: 42%

De gemeente beslaat 10,95% van de totale oppervlakte van de powiat.

## Demografie
Stand op 30 juni 2004:
| Omschrijving                   | Totaal | Totaal | Vrouwen | Vrouwen | Mannen | Mannen |
| ------------------------------ | ------ | ------ | ------- | ------- | ------ | ------ |
| eenheid                        | aantal | %      | aantal  | %       | aantal | %      |
| inwoners                       | 5871   | 100    | 2941    | 50,1    | 2930   | 49,9   |
| bevolkingsdichtheid (inw./km²) | 46,2   | 46,2   | 23,1    | 23,1    | 23,1   | 23,1   |

In 2002 bedroeg het gemiddelde inkomen per inwoner 1359,82 zł.

## Administratieve plaatsen (sołectwo)
Aleksandria, Brzeziny, Czempisz, Dzięcioły, Fajum, Jagodziniec, Jamnice, Moczalec, Ostrów Kaliski, Pieczyska, Piegonisko-Pustkowie, Piegonisko-Wieś, Przystajnia, Przystajnia-Kolonia, Rożenno, Sobiesęki, Wrząca, Zagórna, Zajączki.
Zonder de status sołectwo : Chudoba.

## Aangrenzende gemeenten
Błaszki, Brąszewice, Czajków, Godziesze Wielkie, Kraszewice, Sieroszewice, Szczytniki